# Choi Kyung-Hee
Choi Kyung-Hee (nacida el 25 de enero de 1966 en Seúl) es una exjugadora de baloncesto coreana. Consiguió 1 medalla de plata con Corea del Sur en los Juegos Olímpicos de Los Ángeles 1984.